# Strotarchus violaceus
Strotarchus violaceus är en spindelart som beskrevs av F. O. Pickard-Cambridge 1899. Strotarchus violaceus ingår i släktet Strotarchus och familjen sporrspindlar. Inga underarter finns listade i Catalogue of Life.